# Sistema cristal·lí

Paràmetres d'una cel·la unitària del sistema triclínic, que és una cel·la primitiva perquè només té punts en els vèrtexs.

Un sistema cristal·lí o singonia és cadascun dels set grups principals en què es classifiquen els cristalls en funció de la seva simetria espacial.
Cadascun dels set sistemes cristal·lins es troba definit per la longitud dels tres eixos cristal·lins, anomenats a, b i c i expressats en angstroms; i els angles que aquests eixos formen entre ells: α entre b i c, β entre a i c i γ entre a i b). A partir de les múltiples combinacions entre longituds i angles, hom obté els set grups: cúbic (o regular o isomètric); tetragonal; ròmbic (o ortoròmbic); hexagonal; trigonal (o romboèdric); monoclínic i triclínic.
| Sistema cristal·lí            | Eixos         | Angles entre els eixos            |
| ----------------------------- | ------------- | --------------------------------- |
| Cúbic (o regular o isomètric) | a = b = c     | α = β = γ = 90°                   |
| Tetragonal                    | a = b ≠ c     | α = β = γ = 90°                   |
| Ròmbic (o ortoròmbic)         | a ≠ b ≠ c ≠ a | α = β = γ = 90°                   |
| Hexagonal                     | a = b ≠ c     | α = β = 90°; γ = 120º             |
| Trigonal (o romboèdric)       | a = b = c     | α = β = γ ≠ 90°                   |
| Monoclínic                    | a ≠ b ≠ c ≠ a | α = γ = 90°; β ≠ 90°              |
| Triclínic                     | a ≠ b ≠ c ≠ a | α ≠ β ≠ γ (tots diferents de 90°) |

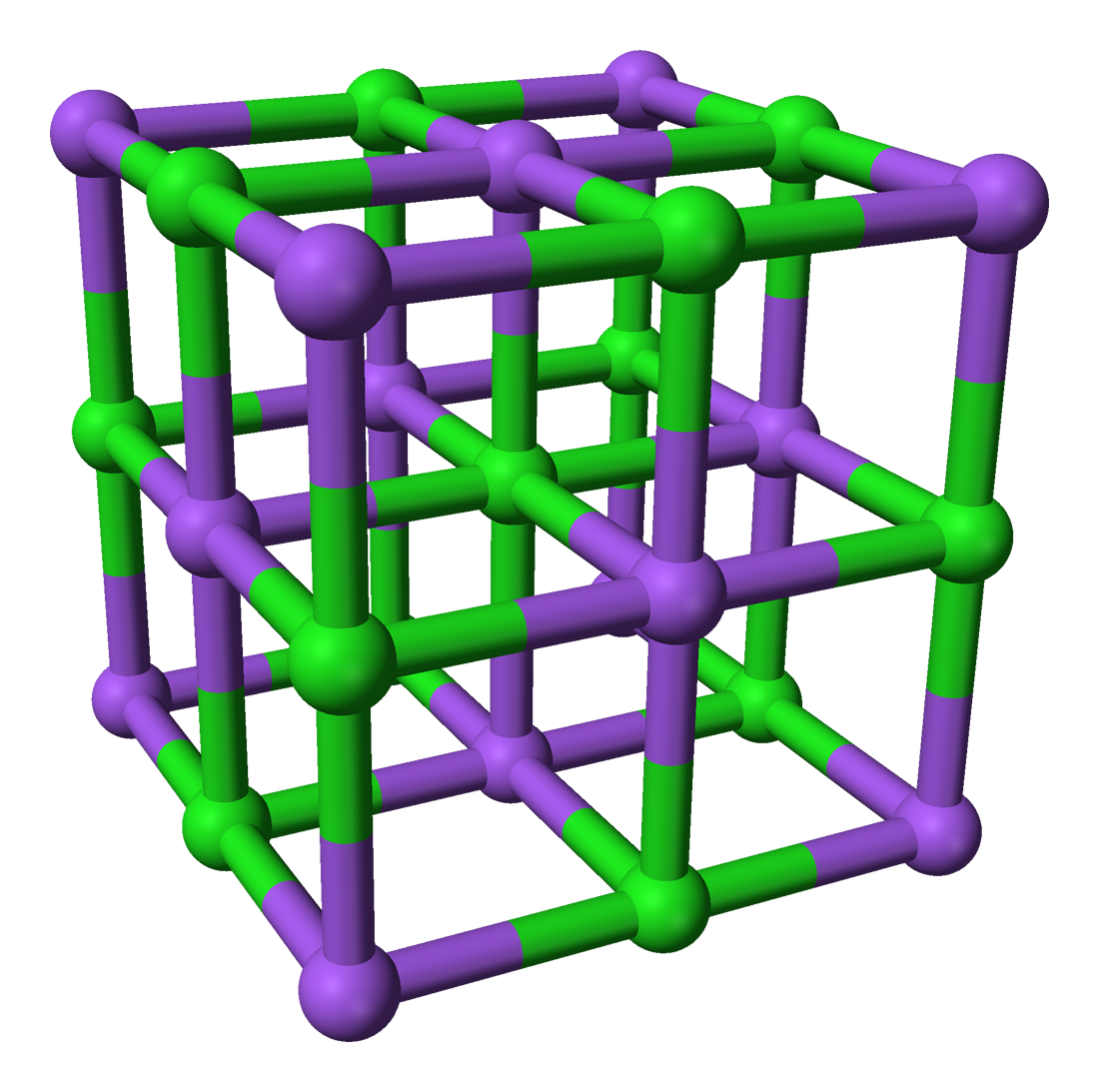
Cel·la unitat del clorur de sodi, una estructura cúbica centrada en les cares. Els 12 clorurs en verd que ocupen arestes pertanyen a 4 cel·les cadascun, per tant, només 12/4 = 3 són de la cel·la. El situat al centre no és compartit. Com a resultat hi ha 3 + 1 = 4 clorurs en aquesta cel·la.

L’eix comú serà la característica simètrica del sistema cristal·lí. Aquest concepte és íntimament relacionat amb la noció d’operació de simetria. Les operacions de simetria que pot tenir la xarxa d’un cristall, a part les simetries de translació que hom suposa per hipòtesi, són:
- rotacions respecte a un eix,
- reflexions respecte a un pla,
- inversions respecte a un punt i
- operacions compostes d’una translació seguida d’una rotació o d’una reflexió.[5]

Els tres primers tipus de simetria són anomenats «puntuals», perquè sempre hi ha almenys un punt del cos que no es mou quan s’efectua l’operació. Totes les operacions puntuals de simetria poden ésser reunides en diversos grups d’operacions, que hom anomena «grups puntuals». En total n'hi ha 32, que també reben el nom de «classes cristal·lines». Aquests 32 grups són compatibles únicament amb 14 xarxes cristal·lines, dites «xarxes de Bravais», la qual cosa significa que únicament hi ha 14 xarxes que siguin matemàtiques per a totes les operacions d’un, si més no, dels grups. Aquestes 14 xarxes es poden agrupar en 6 sistemes cristal·lins (o 7 si hom separa el trigonal de l'hexagonal), d’acord amb les simetries que té cada xarxa.

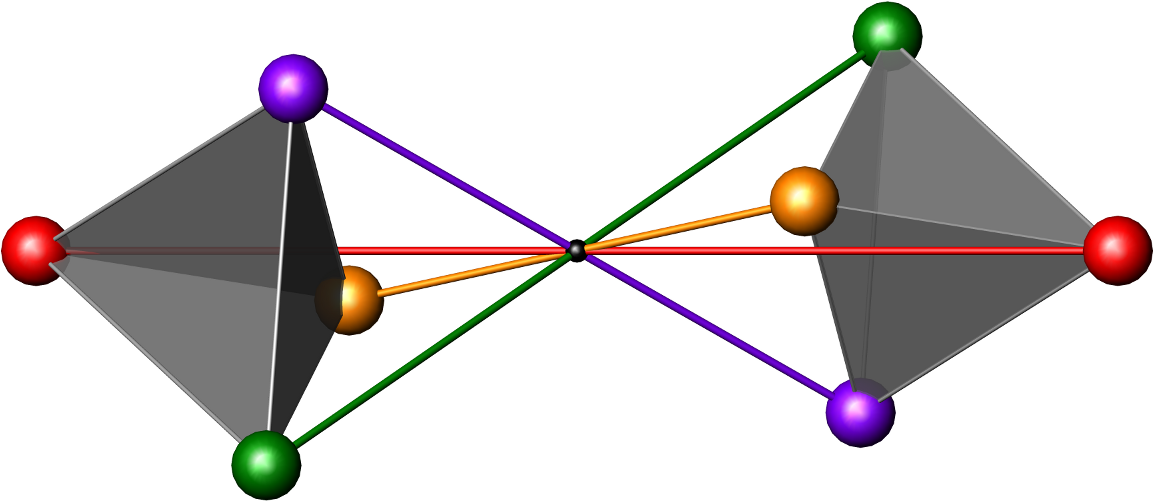
Operació d'inversió, el punt central no canvia de posició.

Ara bé, tenint en compte l’operació de trasllat, hi haurà dues noves operacions compostes, l’helicoidal, producte d’una translació per una rotació, i el lliscament, producte d’una translació per una reflexió especular. Aquestes operacions engendren 230 grups de simetria espacial, que es distribueixen d’acord amb les mateixes 14 xarxes cristal·lines esmentades. Si hom en respecta també la distribució, ho fan en sis sistemes cristal·lins (o set, com ja s'ha dit), o sia que a cada xarxa d’un sistema cristal·lí correspon el mateix conjunt de grups espacials, i aquest conjunt és el característic del sistema. Cadascuna de les xarxes de Bravais sol ésser representada per la pròpia cel·la unitat, el coneixement de la qual basta per a determinar tota la xarxa. El sistema cristal·lí amb més poques operacions de simetria, el sistema triclínic, té com a característica simètrica un eix monari (eix d’ordre 1); el sistema monoclínic, un eix binari; el sistema romboèdric, un eix ternari, el sistema hexagonal, un eix senari, el sistema tetragonal, un eix quaternari, i el sistema cúbic o regular, tres eixos binaris i quatre de ternaris.

## La cel·la unitària
Un concepte bàsic en les estructures cristal·lines és la cel·la unitària, o cel·la unitat, la unitat més petita de volum que permet apilar cel·les idèntiques per omplir tot l'espai. Repetint el patró de la cel·la unitària, una vegada darrere l'altra, en totes les direccions, es pot construir tota la xarxa cristal·lina. Tot i això, una cel·la unitària no té necessàriament un volum mínim i, per tant, no és sempre una cel·la elemental o primitiva (cel·la unitària de volum mínim).

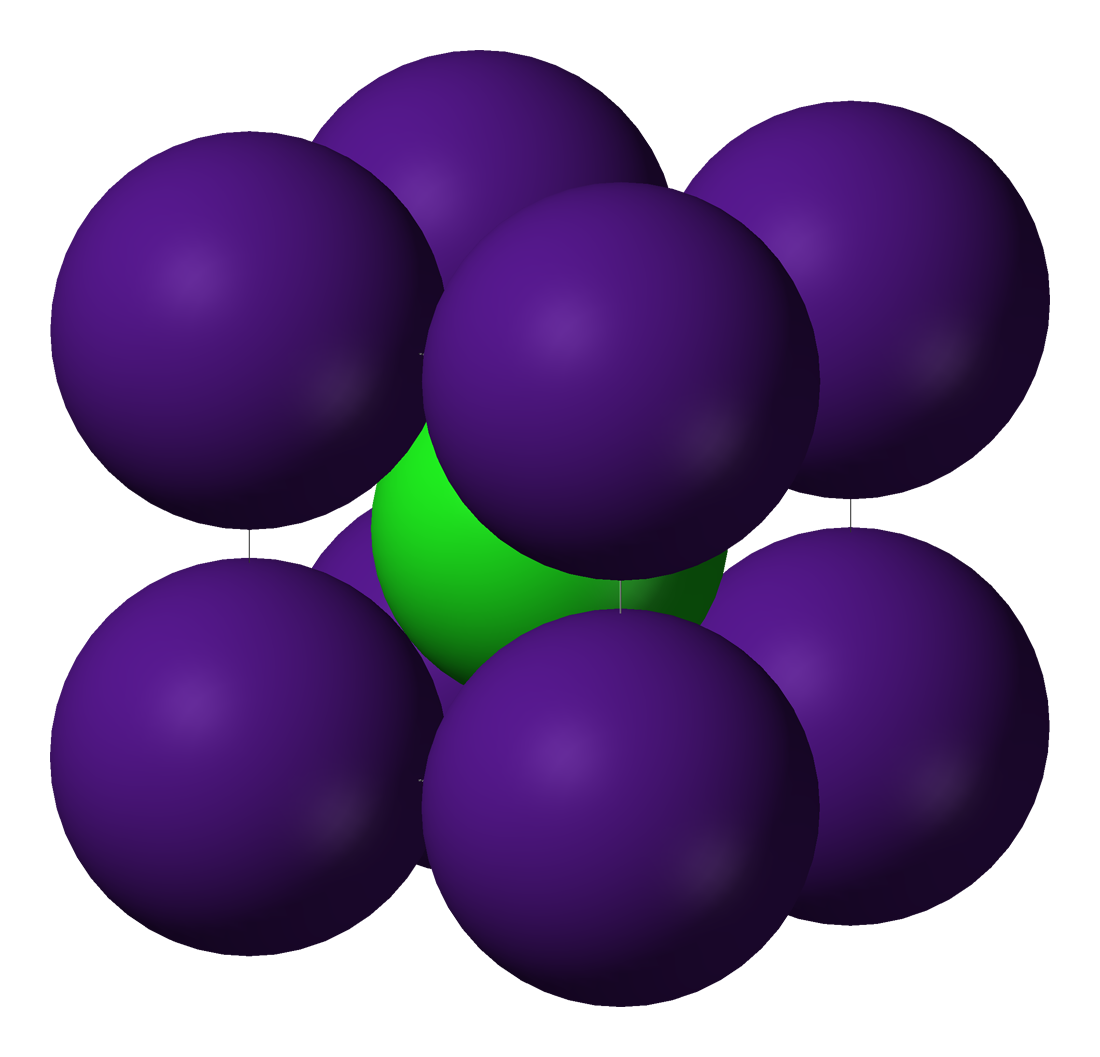
L'estructura del clorur de cesi és cúbica centrada en el cos (CC).

La cel·la unitat es caracteritza per les longituds de les tres arestes (a, b i c) i els angles que aquestes arestes formen entre elles (α, β i γ). Hom en troba diferents tipus:
- Cel·la elemental o primitiva: És una cel·la unitat que només té punts de la xarxa en els seus vèrtexs, es representa amb una P.
- Cel·la centrada en el cos: En aquest tipus hi ha un punt de la xarxa al centre de la cel·la, es representa amb una I;
- Cel·la centrada en les cares: té punts de xarxa a la intersecció de les diagonals de totes les cares, hom la representa amb una F, i
- Cel·la centrada en els extrems: té punts de xarxa a la intersecció de les diagonals de dues cares oposades, es representa amb una S.[8]

Només hi ha catorze formes diferents de cel·la unitària, així que molts cristalls diferents comparteixen un únic tipus de cel·la unitària. Una característica important d'una cel·la unitària és el nombre d'àtoms que conté. El nombre total d'àtoms en tot el cristall és el nombre en cada cel·la multiplicat pel nombre de cel·les unitàries. El coure i l'alumini tenen cadascun un àtom per cel·la unitària, mentre que el zinc i el clorur de sodi en tenen dos. La majoria dels cristalls tenen només uns pocs àtoms per cel·la unitària, però hi ha algunes excepcions. Els cristalls de polímers, per exemple, tenen milers d'àtoms en cada cel·la unitària.

## Xarxes de Bravais
Els set sistemes cristal·lins permeten definir les 14 xarxes de Bravais tridimensionals, estudiades durant el segle xix pel científic francès Auguste Bravais (1811-1863). Les xarxes de Bravais són disposicions matemàtiques de punts discrets —anomenats nodes— que defineixen la simetria d'una estructura cristal·lina; és a dir, representen patrons regulars que es repeteixen infinitament per construir la xarxa cristal·lina d'un sòlid. Aquesta xarxa és fonamental per a entendre les propietats estructurals i físiques dels materials. Com que les xarxes de Bravais es troben definides, en part, per la longitud i relació angular dels eixos cristal·logràfics, l'estructura cristal·lina d'un mineral que cristal·litzi en un sistema concret només podrà veure's definida per les xarxes del seu sistema cristal·lí. En la següent taula es classifiquen les 14 xarxes de Bravais tridimensional en funció del seu sistema cristal·lí i la seva simetria:
| Família cristal·lina | Xarxa cristal·lina | Grup puntual (notació de Schoenflies) | 14 xarxes de Bravais | 14 xarxes de Bravais    | 14 xarxes de Bravais   | 14 xarxes de Bravais    |
| Família cristal·lina | Xarxa cristal·lina | Grup puntual (notació de Schoenflies) | Primitiva (P)        | Centrada en la base (S) | Centrada en el cos (I) | Centrada en la cara (F) |
| -------------------- | ------------------ | ------------------------------------- | -------------------- | ----------------------- | ---------------------- | ----------------------- |
| Triclínic (a)        | Triclínic (a)      | Ci                                    | aP                   |                         |                        |                         |
| Monoclínic (m)       | Monoclínic (m)     | C2h                                   | mP                   | mS                      |                        |                         |
| Ròmbic (o)           | Ròmbic (o)         | D2h                                   | oP                   | oS                      | oI                     | oF                      |
| Tetragonal (t)       | Tetragonal (t)     | D4h                                   | tP                   |                         | tI                     |                         |
| Hexagonal (h)        | Trigonal           | D3d                                   | hR                   |                         |                        |                         |
| Hexagonal (h)        | Hexagonal          | D6h                                   | hP                   |                         |                        |                         |
| Cúbic (c)            | Cúbic (c)          | Oh                                    | cP                   |                         | cI                     | cF                      |

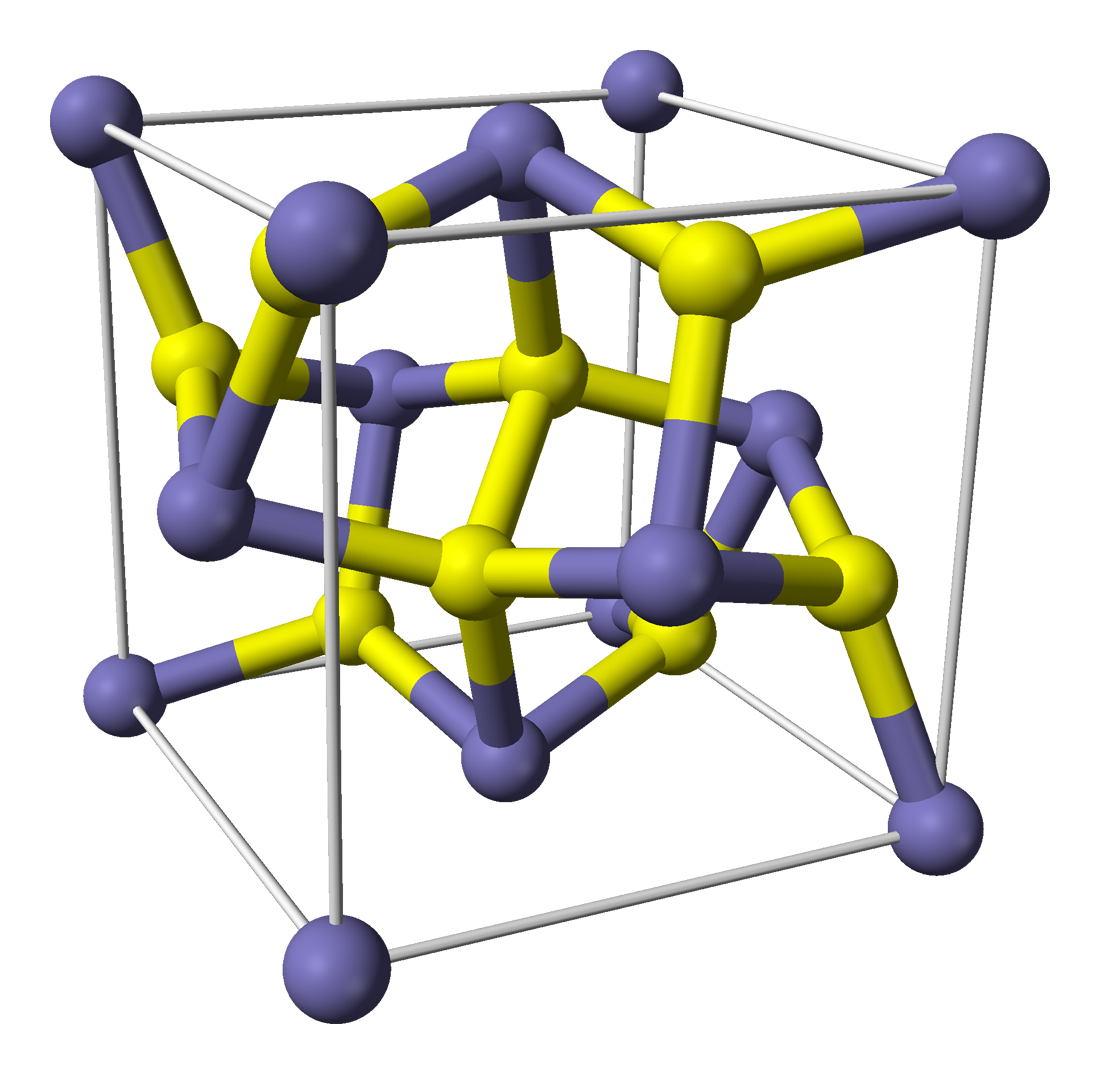
Cel·la unitat:  __ Fe    __ S
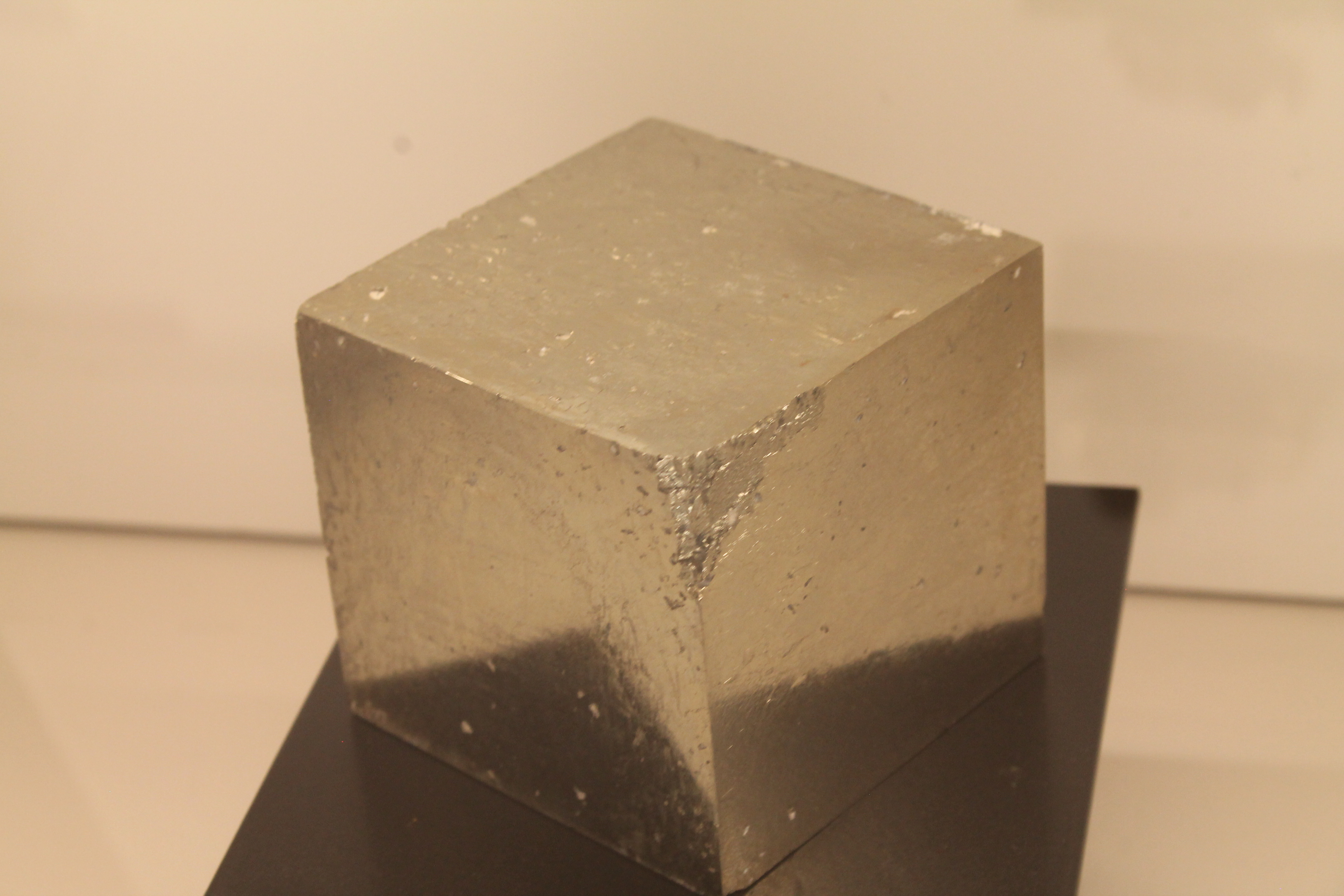
Cristall de pirita FeS2.

## Cúbic
El sistema cúbic, o isomètric o regular, és el sistema cristal·lí caracteritzat per una cel·la elemental en forma de cub amb els tres paràmetres iguals i amb els angles que formen entre si també iguals i de 90°. Està caracteritzat per quatre eixos ternaris equivalents equidistants els uns dels altres, coincidents amb les grans diagonals del cub, i tres eixos binaris, paral·lels a les seves arestes i equidistants dels anteriors. Les constants cristal·logràfiques són: a = b = c, α = β = γ = 90°. El volum de la cel·la unitat és V = a3.

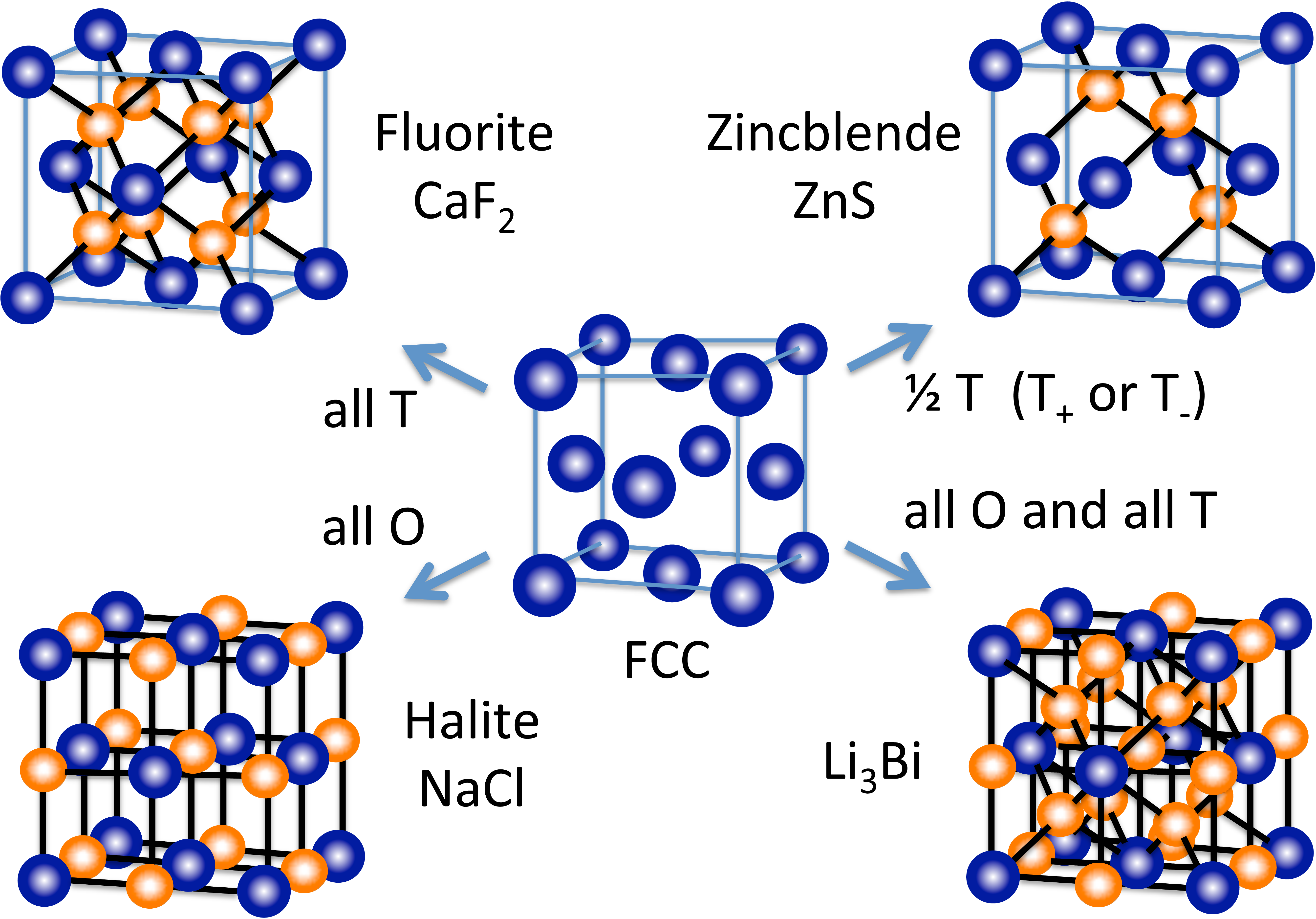
Diferents classes de cristalls a partir de l'estructura cúbica centrada a la cara segons els buits ocupats siguin tetraèdrics (T) o octaèdrics (O). La fluorita i l'halita són de la classe hexaoctaèdrica (4/m3̅2/m), la blenda de zinc hexatetraèdrica (4̅3m), i el bismutur de liti és tetragonal, classe dipiramidal ditetragonal (4/mmm).

El sistema cúbic inclou essencialment cristalls en forma de cubs, tot i que també inclou cristalls en forma d'octaedres (8 cares), de dodecaedres (12 cares) i molts d'altres. La simetria mínima d'aquests cristalls són quatre eixos ternaris orientats segons les diagonals del cub de la cel·la fonamental que els descriu. Per exemple la pirita presenta una cel·la unitat amb a = 5,417 Å.

### Classes
Els cristalls d'aquest sistema es classifiquen en les cinc classes següents i el corresponent símbol de la notació d’Hermann-Mauguin:
- Classe dodocaèdrica pentagonal (tetartoèdria cúbica) - Símbol: 23. Alguns minerals d'aquesta classe són: corderoïta, gersdorffita, langbeinita i ullmannita.[14]
- Classe didodecaèdrica (hemièdria paramòrfica cúbica) - Símbol: m3 o 2/m3. Minerals representatius: pirita, skutterudita.[14]
- Classe icositetraèdrica pentagonal (hemièdria enantiomòrfica) - Símbol: 432. Només hi ha quatre minerals en aquesta classe, tots ells rars.[14]
- Classe hexatetraèdrica (hemièdria hemimòrfica cúbica) - Símbol: 43m. Alguns minerals d'aquesta classe són: sodalita, esfalerita o blenda de zinc, tennantita i tetrahedrita.[14]
- Classe hexaoctaèdrica (holoèdria cúbica) - Símbol: 4/m32/m o m3m.[2] Minerals representatius: almandina, cuprita, diamant, fluorita, galena, magnetita.[14]

Hi ha aproximadament 500 minerals que cristal·litzen en el sistema cúbic. Gairebé la meitat a la classe hexaoctaèdrica, menys de 100 a cadascuna de les classes hexatetraèdrica i didodecaèdrica, i un nombre molt petit a les classes dodocaèdrica pentagonal i icositetraèdrica pentagonal.

## Tetragonal

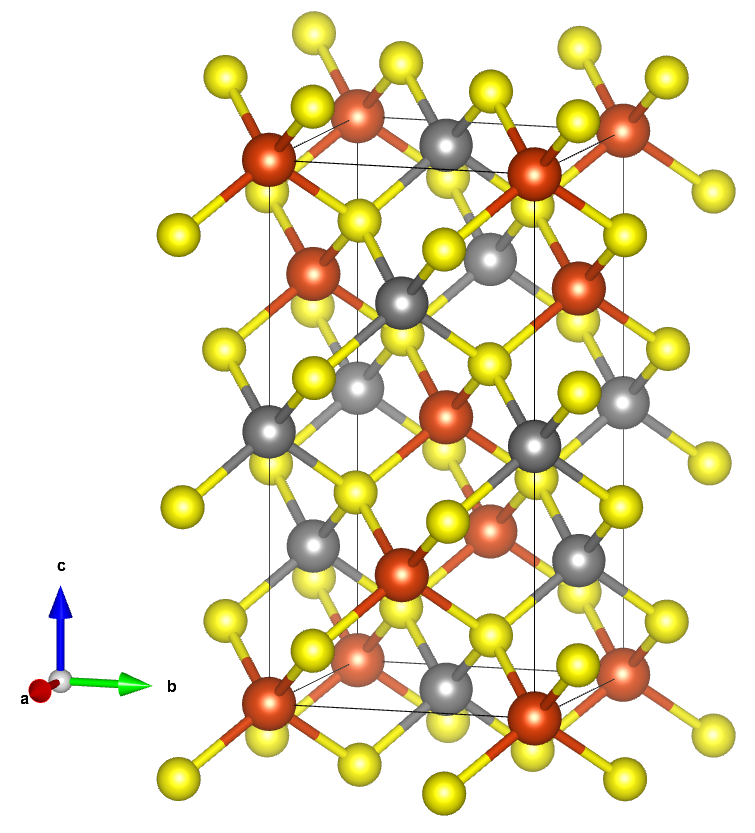
Cel·la unitat: __ Cu    __  Fe    __ S
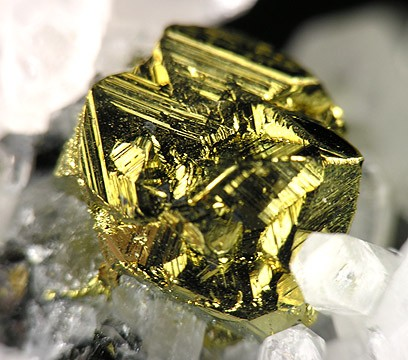
Cristall de calcopirita CuFeS2.

El sistema tetragonal és un sistema cristal·lí caracteritzat per una cel·la elemental en forma de prisma de base quadrada, que té dos paràmetres iguals i un de diferent, i amb els angles que formen entre si també iguals i de 90°. Dit d'una altra manera, sistema cristal·logràfic caracteritzat per les constants cristal·logràfiques a = b ≠ c, α = β = γ = 90° i un eix quaternari principal. El volum de la cel·la unitat és V = a2c. Un exemple és la calcopirita amb a = 5,28 Å i c = 10,41 Å.

### Classes
Els cristalls d'aquest sistema es classifiquen en les set classes següents  i el corresponent símbol de la notació d’Hermann-Mauguin:
- Classe piramidal tetragonal (tetartoèdria) - Símbol: 4. Hi ha menys de mitja dotzena de minerals classificats en aquesta classe. Minerals representatius: piypita, percleveïta-(Ce).[16]
- Classe disfenoidal tetragonal (tetartoèdria, amb eix d'inversió) - Símbol: 4. Hi ha menys de 10 minerals en aquesta classe, tots ells rars. Els més coneguts són la cahnita i la tugtupita.[16]
- Classe dipiramidal tetragonal (hemièdria paramòrfica) - Símbol: 4/m. Hi ha uns 60 minerals que cristal·litzen a la classe dipiramidal tetragonal. En són exemples: leucita, powel·lita, escapolita, scheelita i wulfenita.[16]
- Classe trapezoèdrica tetragonal (hemièdria enantiomòrfica) - Símbol: 422. Minerals representatius: ekanita, lemanskiïta, mel·lita i wardita.[16]

- Classe piramidal ditetragonal (hemièdria hemimòrfica) - Símbol: 4mm o 4m. La diaboleïta és l'únic mineral d'aquesta classe.[17]
- Classe escalenoèdrica tetragonal (hemièdria tetragonal amb eix d'inversió) - Símbol: 42m. Aquesta classe conté uns 40 minerals, el més important dels quals és la calcopirita. Altres minerals representatius són: åkermanita, hardystonita i estannita.[16]
- Classe dipiramidal ditetragonal (holoèdria) - Símbol: 4/mmm o 4/m2/m2/m.[2] Minerals representatius: anatasa, apofil·lita, cassiterita, metaautunita, rútil, uraninita i zircó.[16]

## Ròmbic

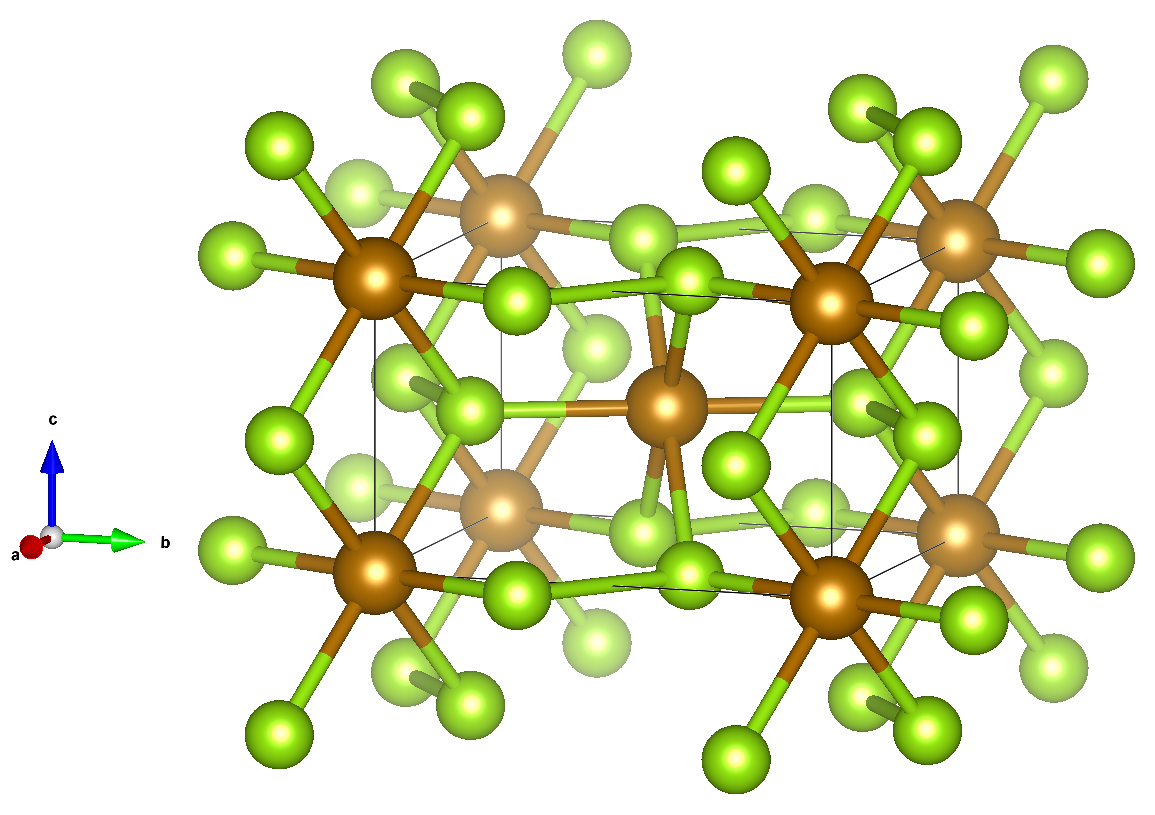
Cel·la unitat: __ Fe    __ Se
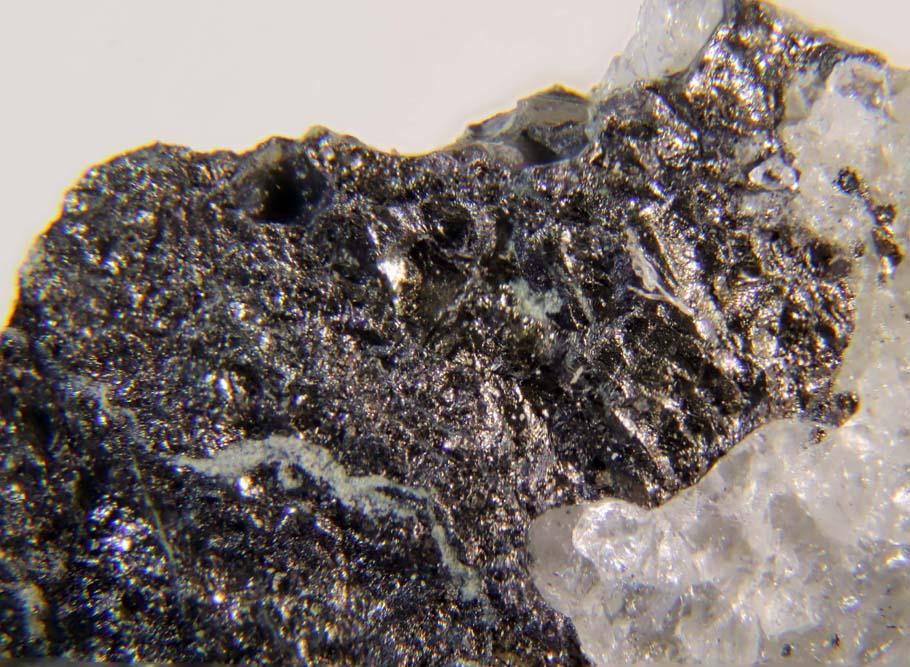
Cristalls de ferroselita FeSe2.

El sistema ròmbic o ortoròmbic és un sistema cristal·lí caracteritzat per una cel·la elemental amb les tres translacions diferents i amb els angles que formen entre si iguals i de 90°. És a dir caracteritzat per les constants cristal·logràfiques a ≠ b ≠ c i α = β = γ = 90°. El volum de la cel·la unitat és el producte dels tres costats V = abc. Per exemple, la ferroselita té unes constant: a = 4,8001 Å, b = 5,776 Å, c = 3,585 Å.

### Classes
Els cristalls d'aquest sistema es classifiquen en les tres classes següents  i el corresponent símbol de la notació d’Hermann-Mauguin:
- Classe disfenoidal ròmbica (hemièdria enantiomòrfica ròmbica) - Símbol: 222. Minerals representatius: austinita, conicalcita, epsomita i eucroïta.[19]
- Classe piramidal ròmbica (hemièdria hemimòrfica ròmbica) - Símbol: mm2. Mineral representatiu: hemimorfita.[19]
- Classe dipiramidal ròmbica (holoèdria) - Símbol: mmm o 2/m2/m2/m.[2] Minerals representatius: aragonita, barita, brookita, celestina, danburita, faialita, natrolita, estaurolita i topazi.[19]

## Hexagonal
El sistema hexagonal està caracteritzat per una cel·la elemental amb dues translacions iguals que formen angles de 120°, i una tercera translació diferent que forma angles de 90° amb les anteriors, que equival a dir caracteritzat per les constants cristal·logràfiques a = b ≠ c, α = β = 90°, γ = 120, i un eix senari principal. El volum de la cel·la unitat és V = a2c·sin(60°). Com exemple hi ha el mineral achavalita amb valors: a = 3,636 Å, c = 5,946 Å.

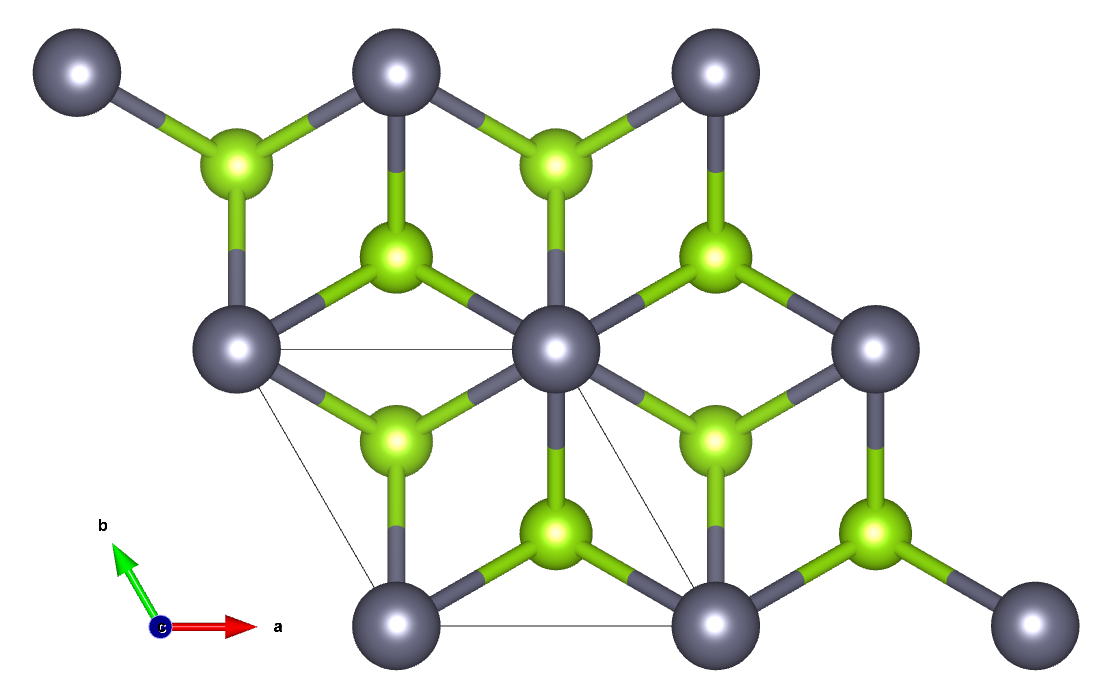
Cel·la unitat: __  Fe    __ Se
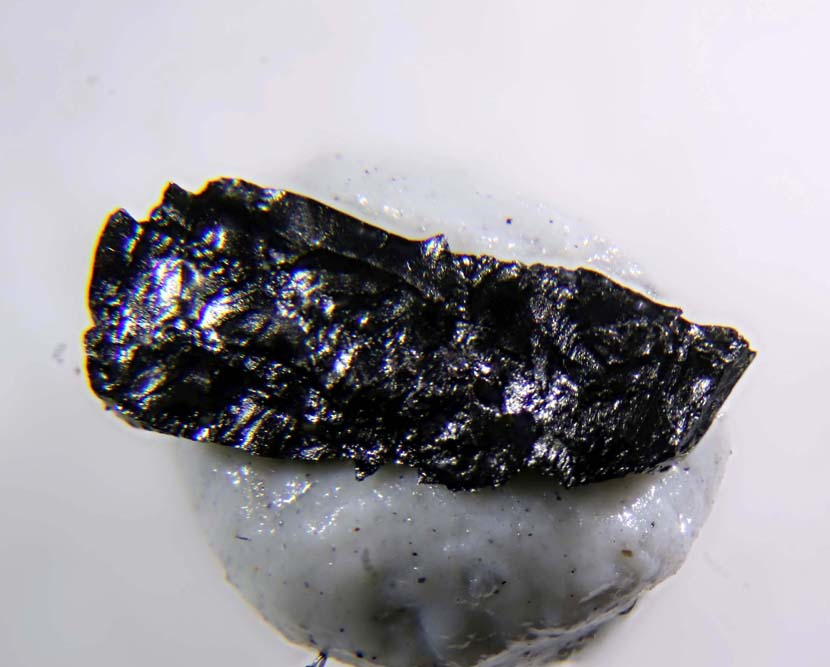
Cristalls de achavalita FeSe.

### Classes
Els cristalls d'aquest sistema es classifiquen en les set classes següents i el corresponent símbol de la notació d’Hermann-Mauguin:
- Classe piramidal hexagonal (tetartoèdria) - Símbol: 6. Hi ha aproximadament uns 30 minerals d'aquesta classe, per exemple: cancrinita, nefelina i zinkenita.[21]
- Classe dipiramidal trigonal (tetartoèdria, amb eix d'inversió) - Símbol: 6. Aquesta és una classe de minerals sense importància. El 2018 només s'havien identificat tres minerals rars en aquesta classe.[21]
- Classe dipiramidal hexagonal (hemièdria paramòrfica) - Símbol: 6/m. Hi ha uns 62 minerals en aquesta classe, per exemple: fluorapatita, mimetita, piromorfita i vanadinita.[21]
- Classe trapezoèdrica hexagonal (hemièdria enantiomòrfica) - Símbol: 622. Mineralògicament, aquesta és una classe relativament poc important. Hi pot haver fins a 26 minerals, la majoria poc comuns, el quars beta és el més important. Minerals representatius: currierita, faheyita, mallestigita i rabdofana-(Ce).[21]
- Classe piramidal dihexagonal (hemièdria hemimòrfica) - Símbol: 6mm. Aquesta classe conté aproximadament 35 minerals. La zincita és la més coneguda. Altres espècies són poc comunes o rares (greenockita, iodargirita, magnesiotaaffeïta-2N2S).[21]
- Classe dipiramidal ditrigonal (hemièdria hexagonal amb eix d'inv.) - Símbol: 6m2. Hi ha uns 25 minerals en aquesta classe. La benitoïta i l'offretita són les més importants, i d'altres són poc comuns o rars (connel·lita,  schaurteïta).[21]
- Classe dipiramidal dihexagonal (holoèdria) - Símbol: 6/mmm o 6/m2/m2/m.[2] Hi ha aproximadament 135 minerals en aquesta classe. Això és una mica menys de la meitat de tots els minerals que cristal·litzen en el sistema hexagonal. És la classe holoèdrica (amb la simetria més alta) del sistema hexagonal. Minerals representatius: beril, covel·lita, gmelinita, grafit, molibdenita i niquelina.[21]

## Trigonal

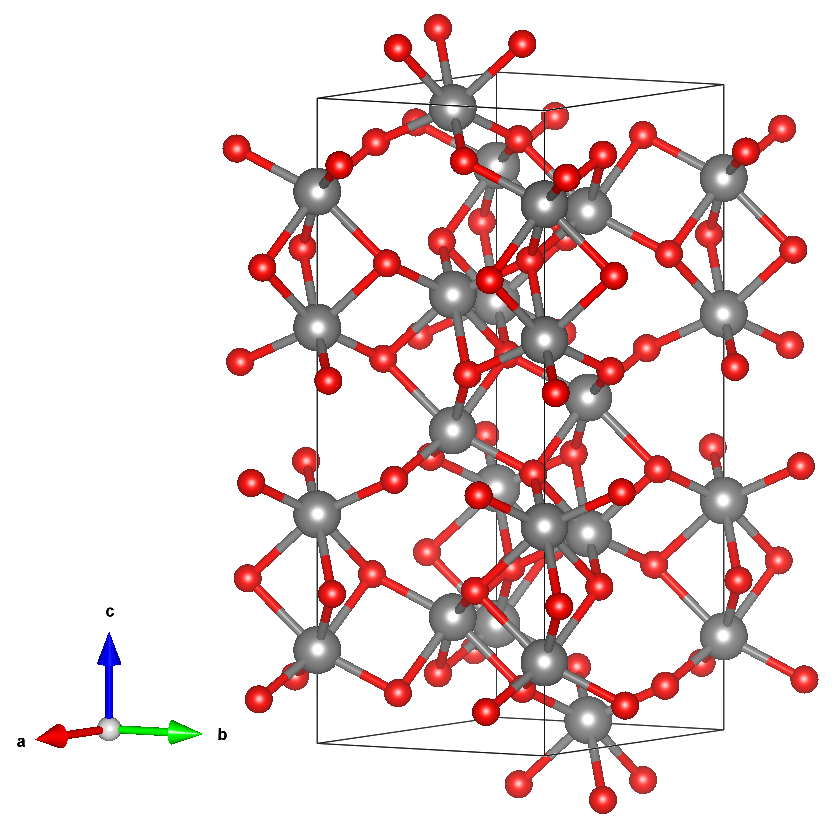
Cel·la unitat: __  Fe     __ O
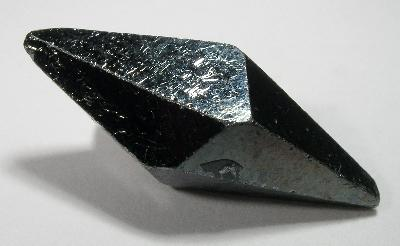
Cristalls d'hematites Fe2O3.

El sistema trigonal o romboèdric està caracteritzat per una cel·la elemental amb les tres translacions iguals i amb els angles que formen entre si també iguals però diferents de 90°, o sigui, caracteritzat per un eix ternari principal (o senari d’inversió) i les mateixes constants cristal·logràfiques del sistema hexagonal: a = b ≠ c, α = β = 90° i γ = 120°. El volum de la cel·la unitat és V = a2c·sin(60°). És el cas del mineral hematites, un òxid de ferro(III), que té els valors: a = 5,0317 Å, c = 13,737 Å.

### Classes
Els cristalls d'aquest sistema es classifiquen en les cinc classes següents  i el corresponent símbol de la notació d’Hermann-Mauguin:
- Classe piramidal trigonal (tetartoèdria) - Símbol: 3. Minerals representatius: jarosita i parisita-(Ce).[23]
- Classe romboèdrica (hemièdria paramòrfica trigonal) - Símbol: 3. Minerals representatius: ankerita, dioptasa, dolomita, ilmenita, fenacita i wil·lemita.[23]
- Classe trapezoèdrica trigonal (hemièdria enantiomòrfica) - Símbol: 32. Minerals representatius: calciohilairita, cinabri, quars i tincalconita.[23]
- Classe piramidal ditrigonal (hemièdria hemimòrfica) - Símbol: 3m. Minerals representatius: dravita, elbaïta, pirargirita, spangolita i whitlockita.[23]
- Classe escalenoèdrica trigonal (holoèdria) - Símbol: 32/m.[2] Minerals representatius: brucita, calcita, hematites, rodocrosita, siderita i smithsonita.[23]

La classe escalenoèdrica trigonal conté aproximadament 200 espècies minerals. La classe trapezoèdrica trigonal té uns 36 minerals, la classe piramidal ditrigonal uns 112, la classe romboèdrica uns 80 i la classe piramidal unes 40.

## Monoclínic

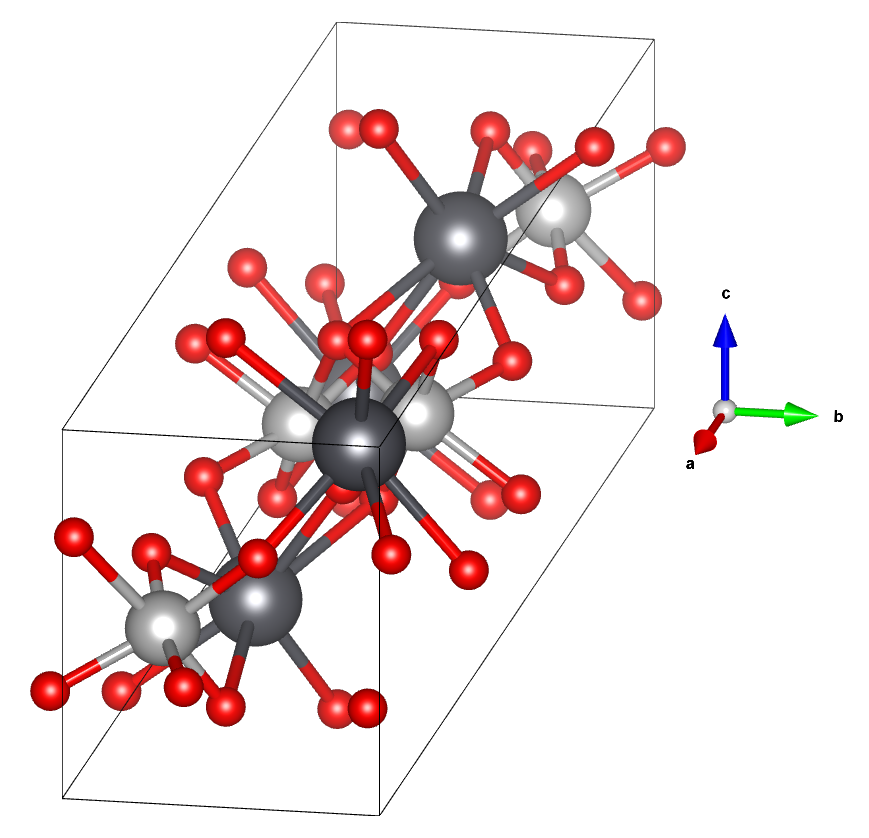
Cel·la unitat: __  Pb     __  W     __ O
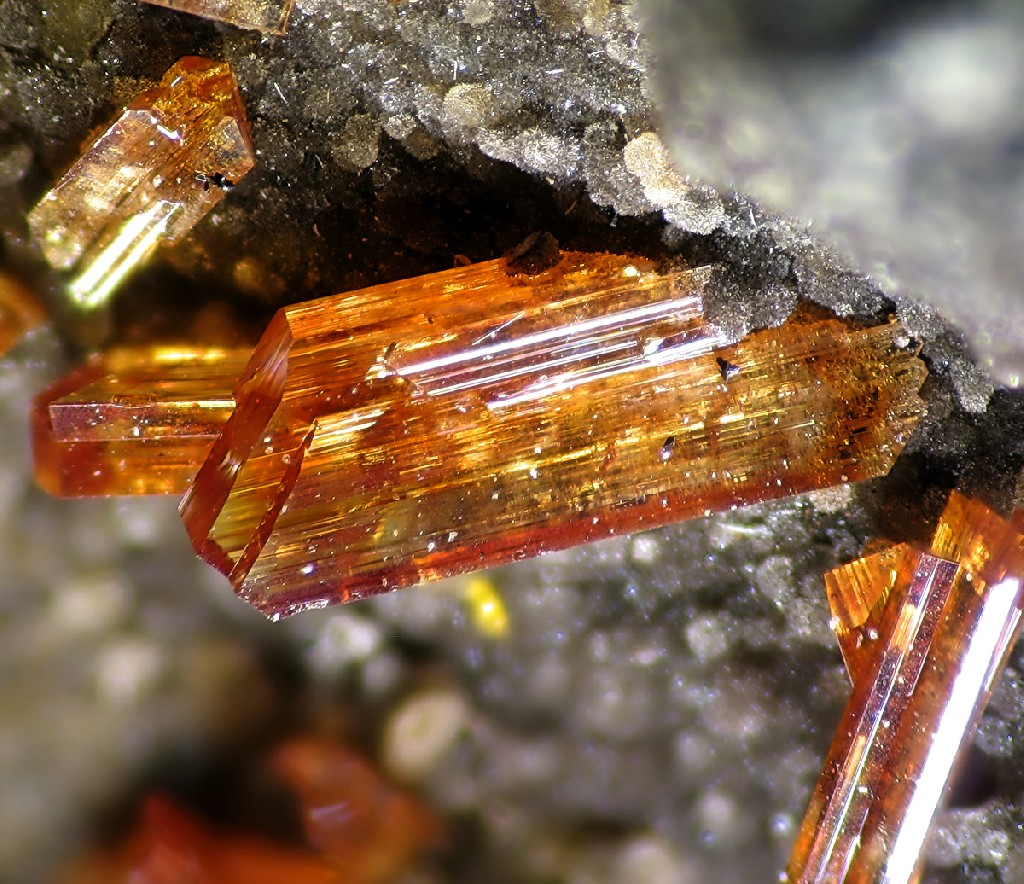
Cristalls de raspita PbWO4.

El sistema monoclínic està caracteritzat per una cel·la elemental amb les tres translacions diferents, amb dos angles de 90° i el tercer diferent de 90°, és a dir, caracteritzat per les constants cristal·logràfiques a ≠ b ≠ c, i α = γ = 90° β > 90°. El volum de la cel·la unitat és V = abc·sin(β). Per exemple, el mineral raspita presenta uns valors: a = 13,525 Å, b = 4,968 Å, c = 5,546 Å, β = 107,7°.

### Classes
Els cristalls d'aquest sistema es classifiquen en les tres classes següents i el corresponent símbol de la notació d’Hermann-Mauguin:
- Classe esfenoidal (hemièdria enantiomòrfica monoclínica) - Símbol: 2. Minerals representatius: halotrichita, pickeringita, uranofana i wol·lastonita-2M.[25]
- Classe domàtica (hemièdria hemimòrfica monoclínica.) - Símbol: m. Minerals representatius: clinohedrita, neptunita i escolecita.[25]
- Classe prismàtica (holoèdria monoclínica) - Símbol: 2/m.[2] Minerals representatius: actinolita, atzurita, clinoclasa, hidromagnesita, monazita-(Ce), ortoclasa, realgar i estaurolita.[25]

## Triclínic

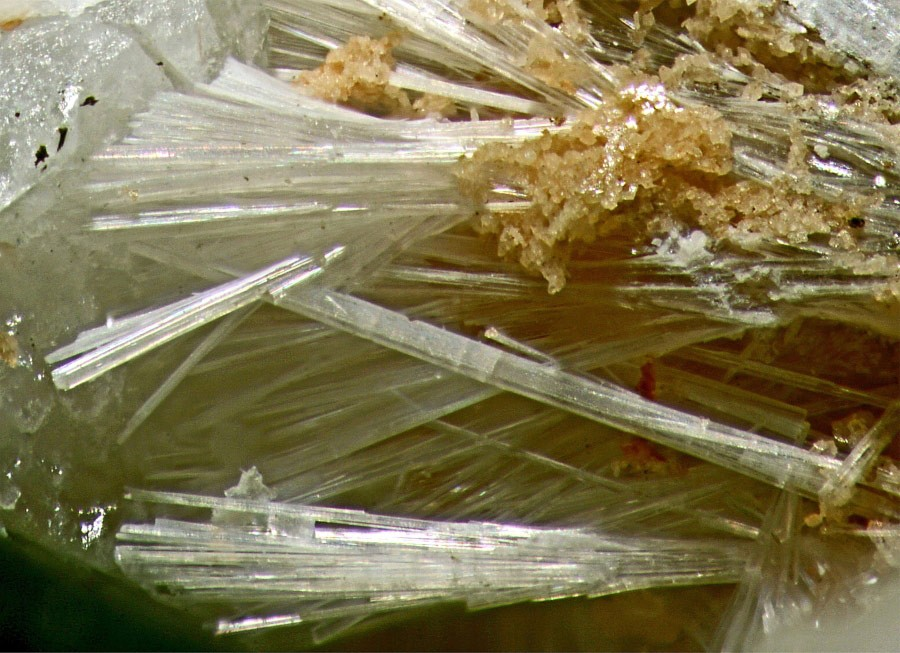
Cristalls d'adamsita-(Y), de fórmula NaY_{0,7}Dy_{0,1}Er_{0,05}Gd_{0,04}(CO_{3})_{2}·6(H_{2}O). Símbol: 1̅.

El sistema triclínic és un sistema cristal·lí caracteritzat per una cel·la elemental amb les tres translacions diferents i amb els angles que formen entre si també diferents i distints de 90°, o sigui, amb les constants cristal·logràfiques a ≠ b ≠ c, i α ≠ β ≠ γ ≠ 90°. El volum de la cel·la unitat es pot calcular amb la fórmula: V = abc·(1- cos2 α - cos2 β - cos2 γ) + 2(cos(α) cos(β) cos(γ))½. L'adamsita-(Y) cristal·litza en el sistema triclínic i presenta les constants: a = 6,262 Å, b = 13,047 Å, c = 13,22 Å, α = 91,17°, β = 103,7° i γ = 89,99°.

### Classes
Els cristalls d'aquest sistema es classifiquen en les dues classes següents i el corresponent símbol de la notació d’Hermann-Mauguin::
- Classe pedial (hemièdria triclínica) - Símbol: 1. Hi ha aproximadament 70 minerals en aquesta classe, tots ells rars. Per exemple: analcima i welshita.[27]
- Classe pinacoidal (holoèdria, amb centre) - Símbol: 1.[2] Hi ha més de 300 minerals que cristal·litzen en aquesta classe. En són exemples: albita, ambligonita, babingtonita, calcantita, cianita, microclina i rodonita.[27]